# HEAT-1X
HEAT-1X — одноступенчатая датская ракета-носитель, разрабатываемая для частных пилотируемых полётов в космос. Полезной нагрузкой ракеты является суборбитальная капсула Тихо Браге. Разработчик — фирма Copenhagen Suborbitals.

## Конструкция ракеты
Первая (и единственная) ступень ракеты состоит из баллона с жидким кислородом, закрепленным наверху, и цилиндрического твердотопливного ракетного двигателя, в качестве топлива в котором используется большой объём полиуретана в отвержденной форме. Вытеснение жидкого кислорода осуществляется сжатым гелием. Работа двигателя может управляться по команде с земли путём перекрытия кислородного клапана.
Корпус ракеты сделан из обычной конструкционной стали, бак с жидким кислородом — из нержавеющей стали марки AISI 304.

### Список статических испытаний мотора ракеты носителя
| Date       | Engine type | В качестве окислителя используется | В качестве топлива используется: |  |
| 2008-10-19 | XLR-2       | LN2O                               | Эпоксидная смола                 |  |
| 2008-11-16 | XLR-2       | LN2O                               | Эпоксидная смола                 |  |
| 2009-02-07 | XLR-2       | LN2O                               | Эпоксидная смола                 |  |
| 2009-03-08 | HATV        | LN2O                               | Эпоксидная смола                 |  |
| 2009-06-14 | HATV        | LN2O                               | Эпоксидная смола                 |  |
| 2009-08-07 | BabyHEAT    | LOX                                | Парафин                          |  |
| 2009-09-04 | BabyHEAT    | LOX                                | Парафин                          |  |
| 2009-09-05 | BabyHEAT    | LOX                                | Парафин                          |  |
| 2009-09-05 | BabyHEAT    | LOX                                | Парафин                          |  |
| 2009-09-11 | BabyHEAT    | LOX                                | Парафин                          |  |
| 2009-09-11 | BabyHEAT    | LOX                                | Парафин                          |  |
| 2009-09-20 | BabyHEAT    | LOX                                | Парафин                          |  |
| 2009-10-17 | HATV        | LOX                                | Парафин                          |  |
| 2009-12-13 | HATV        | LOX                                | Парафин                          |  |
| 2010-02-28 | HEAT-1X     | LOX                                | Парафин                          |  |
| 2010-03-05 | HATV        | LOX (blowdown)                     |                                  |  |
| 2010-03-20 | HATV        | LOX                                | полиуретан                       |  |
| 2010-05-16 | HEAT-1XP    | LOX                                | полиуретан                       |  |

## Неудачный запуск 3 июня 2011 г
После первой неуспешной попытки запуска 5 сентября 2010 года, когда отказал обогрев кислородного клапана, второй оказался (для РН) частично успешным: ракета превысила скорость звука и поднялась на высоту 2,8 км, после чего из-за неприемлемого отклонения от вертикали, на 21-й секунде полета двигатель был выключен по команде с земли. Парашюты ракеты и капсулы раскрылись лишь частично. Ракета упала в Балтийское море в 3,5 км от места старта, перегрузки при приводнении составили 26G.